# Kościół św. Marii Magdaleny w Sośnicy
Kościół świętej Marii Magdaleny w Sośnicy – rzymskokatolicki kościół parafialny należący do parafii pod tym samym wezwaniem (dekanat Dobrzyca diecezji kaliskiej).

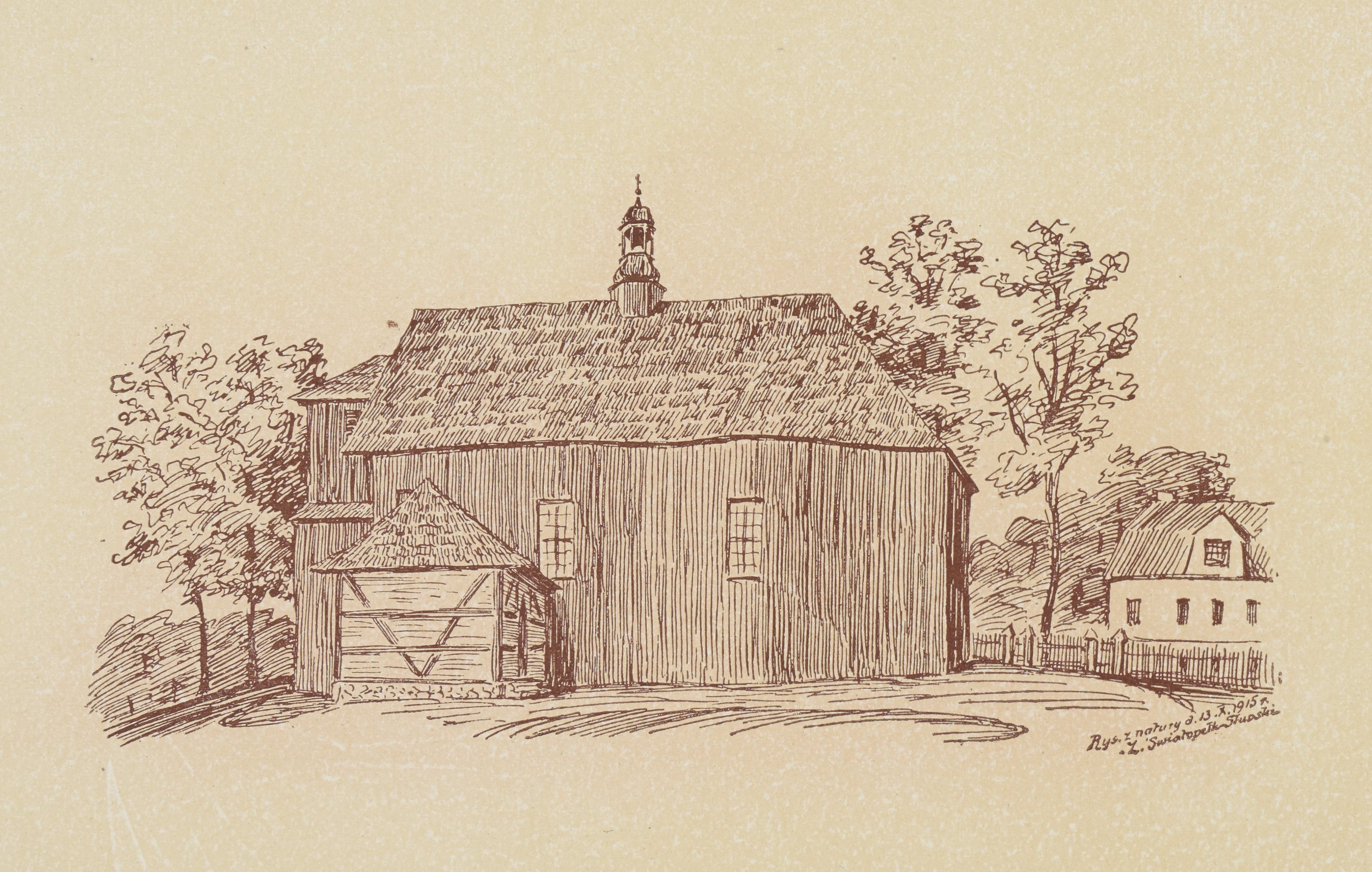
Widok kościoła przed 1917

Jest to świątynia wzniesiona w 1745 roku. Ufundowana została przez Konstantego Rogalińskiego. Rozbudowana została w 1832 roku o wieżę, zakrystię i szachulcową kruchtę. Okradziono ją w 1827 roku. Nowa zakrystia powstała w 1957 roku. W 1962 roku została dobudowana druga kruchta. W 1994 roku została odnowiona.
Budowla jest drewniana, jednonawowa, wybudowana w konstrukcji sumikowo-łątkowej. Świątynia jest orientowana, wybudowano ją z drewna dębowego. Kościół jest salowy, nie posiada wyodrębnionego z nawy prezbiterium, zamknięty jest trójbocznie. Boczna kruchta została wzniesiona w konstrukcji szkieletowej. Od frontu jest umieszczona wieża wzniesiona w konstrukcji słupowej, niższa od nawy świątyni, mieszcząca murowaną kruchtę w przyziemiu. Zwieńcza ją gontowy dach czterospadowy. Dach kościoła jest jednokalenicowy, pokryty gontem, na dachu znajduje się sześciokątna wieżyczka na sygnaturkę. Zwieńcza ją blaszany dach hełmowy, latarnia i chorągiewka z datą „1745”. Wnętrze nakryte jest pozornym, spłaszczonym sklepieniem kolebkowym. Polichromia o cechach stylu barokowego powstała w 2 połowie XVIII wieku, następnie została odnowiona i uzupełniona w latach 1969–71 przez Teodora Szukałę o wizerunki polskich świętych i osiem błogosławieństw. Na chórze muzycznym jest umieszczony rokokowy prospekt organowy z 2 połowy XVIII wieku. Belka tęczowa jest ozdobiona krucyfiksem barokowym powstałym w 1 połowie XVIII wieku. Rokokowy ołtarz główny, dwa boczne, ambona i chrzcielnica pochodzą z połowy XVIII wieku. Dwa krucyfiksy reprezentują styl barokowy. W świątyni znajdują się również tablice poświęcone Kajetanowi Modlibowskiemu (zmarłemu w 1860 roku), Michałowi Chłapowskiemu (1848 rok), Emilii z Ożegalskich (1875 rok) i Leonowi Bręczewskiemu (1939 rok).